# LT vz. 34
O LT vz. 34, formalmente designado como Lehký tank vzor 34 ("Tanque leve modelo 34") foi um tanque leve projetado pela Tchecoslováquia usado principalmente pela Eslováquia durante a Segunda Guerra Mundial. Sua suspensão foi baseada na do tanquete Carden-Loyd, do qual os tchecos compraram três, mais uma licença de fabricação, em 1930. Insatisfeito com os protótipos do tanquete Tančík vz. 33, o Exército Tcheco decidiu que seria mais fácil projetar um tanque leve do zero do que modificar o chassi de um tanquete para transportar uma torre blindada totalmente giratória. 50 foram construídos, o último dos quais foi entregue em 1936, dos quais os alemães capturaram 22 - incluindo o protótipo, quando ocuparam a Boêmia-Morávia em março de 1939, mas eles os descartaram imediatamente. Os eslovacos capturaram os 27 restantes quando declararam independência da Tchecoslováquia ao mesmo tempo. No serviço eslovaco, ele só participou de combates durante a Revolta Nacional Eslovaca.

## Descrição
O LT vz. 34 era montado a partir de uma estrutura de vigas de aço "ferro angular", às quais placas de blindagem eram rebitadas. Uma parede corta fogo de 3 milímetros separava o compartimento do motor da tripulação. Uma porta permitia o acesso ao motor a partir do compartimento da tripulação. Também tinha aberturas de ventilação que podiam ser fechadas. O piloto sentava-se no lado direito usando uma janela de observação de 300 por 75 milímetros protegida por duas abas. A aba interna tinha um episcópio com um campo de visão de 25°. Ele era conectado à aba externa blindada para que a abertura de uma fechasse a outra. A aba externa tinha uma fenda de 3 mm. À sua direita havia uma fenda de visão de 120 por 3 milímetros protegida por 50 milímetros de vidro à prova de balas. A aba interna era acolchoada para que o piloto pudesse apoiar a cabeça nela ao dirigir. O operador de rádio sentava-se à esquerda e tinha sua própria porta de visão de 120 por 50 milímetros com 50 mm de vidro à prova de balas e um obturador blindado. Seus rádios eram montados na parede esquerda do casco. A metralhadora do casco ficava entre o piloto e o operador de rádio em uma montagem de esfera com 30° de rotação. Ela podia elevar 25° e abaixar 10°. A maior parte do cano da metralhadora se projetava da montagem e era protegida por uma calha blindada. A montagem tinha um telescópio de observação ou miras abertas podiam ser usadas se o plugue no topo da montagem de esfera fosse removido. Se necessário, o piloto poderia travar a montagem na posição e dispará-la ele mesmo usando um cabo Bowden.
O anel da torre tinha um diâmetro de 1,265 metros. As laterais da torre tinham 15 milímetros de espessura e seu teto tinha uma espessura de 8 milímetros. A torre era manualmente atravessada (3° por rotação da manivela), mas a engrenagem podia ser desengatada para permitir que o comandante arcasse com a torre conforme desejado. A torre tinha uma face plana no centro da qual estava montado o armamento principal de 3,7 centímetros. No lado direito havia outra metralhadora de 7,92 milímetros em uma montagem esférica. O comandante tinha quatro episcópios em sua cúpula e um espelho monocular, periscópio de 1,3 × 35° que ele podia estender depois de remover sua tampa blindada em sua escotilha para visão enquanto "abotoado". Isso significava que o comandante era responsável por carregar, mirar e disparar o canhão principal e a metralhadora da torre enquanto comandava simultaneamente o tanque.
A blindagem frontal e lateral vertical tinha 15 mm de espessura, as placas inclinadas tinham uma espessura de 12 milímetros, a escotilha do motor tinha 10 milímetros de espessura e as placas superior e inferior tinham 8 mm de espessura. Isso foi considerado suficiente para desviar balas perfurantes de 7,92 mm disparadas de distâncias maiores que 75 metros.
O motor Praga de 6,08 litros, refrigerado a água, 62,5 cavalos de potência, 4 cilindros em linha, usava uma mistura de gasolina e álcool. Ele tinha uma velocidade máxima na estrada de 30 quilômetros por hora e cerca de 15 quilômetros por hora em cross-country. Um tanque de combustível de 64,5 litros era localizado em cada lado do motor. A transmissão tinha quatro marchas à frente e uma marcha à ré para acionar as rodas dentadas de transmissão montadas na frente.
A suspensão era uma versão ampliada e modificada daquela usada nos tanquetes Carden-Loyd. Consistia em duas pequenas rodas de estrada presas juntas em uma estrutura, duas estruturas pareadas e suspensas por molas de lâmina que formavam um suporte de roda, dois suportes de roda por lado. A lagarta era guiada por dois rolos de retorno e estruturas de madeira revestidas de metal. A roda intermediária montada na traseira era usada para ajustar a tensão da esteira. Ele tinha uma pressão no solo de apenas 0,5 quilogramas por centímetro quadrado. Ele podia cruzar uma vala de 2 metros de largura, escalar um obstáculo de 80 centímetros de altura e vadear um riacho de 80 cm de profundidade. Ele podia arrancar árvores de 18 centímetros de espessura e romper uma parede de 50 centímetros de espessura.
O armamento principal era um canhão Škoda ÚV vz. 34 (A3) com freio de boca pepperpot e um cilindro de recuo blindado proeminente acima do cano. Ele disparava um projétil perfurante de 0,815 kg a 690 metros por segundo. Foi creditado por penetrar uma placa inclinada a 30° da vertical com 37 mm de espessura a 100 metros, 31 milímetros de espessura a 500 metros, 26 milímetros de espessura a 1.000 metros e 22 milímetros de espessura a 1.500 metros. Outra fonte cita a penetração de uma placa vertical de 45 milímetros de espessura a 500 metros. O suporte de esfera da metralhadora podia ser acoplado à arma principal ou usado independentemente. Ambas as armas podiam elevar 25° e abaixar 10°. Ambas usavam miras de potência de 1,25× com um campo de visão de 25°. O tanque usava metralhadoras Zbrojovka Brno ZB vz. 35 em ambas as montagens esféricas.

## Desenvolvimento
Um protótipo foi encomendado da Českomoravská Kolben-Daněk em 1931, mas o desenvolvimento foi lento e foi aceito apenas em novembro de 1932. Suas avaliações foram muito positivas e um pedido de cinquenta foi feito em 19 de abril de 1933. Os primeiros seis serviriam como modelos de pré-produção e seriam entregues até 30 de setembro de 1933. A data de entrega do próximo lote de vinte e quatro era um ano depois disso e o lote final de vinte deveria ser entregue até 30 de julho de 1935. A produção foi atrasada por problemas de qualidade com o lote inicial de placas de blindagem da Poldi e a entrega da série de pré-produção não ocorreu até 23 de abril de 1934. Um problema maior foi que o Exército rejeitou o armamento proposto pela ČKD de um canhão Vickers 44/60 de 4,7 centímetros e duas metralhadoras ZB vz. 26, então o contrato foi assinado sem nenhum trabalho de projeto na configuração de armamento desejada. A ČKD não finalizou seu projeto até dezembro de 1933 e os primeiros seis tanques foram entregues com apenas um par de metralhadoras ZB vz. 26. Os últimos tanques foram entregues em 14 de janeiro de 1936, mas os seis modelos de pré-produção tiveram que ser devolvidos à fábrica para serem atualizados com o armamento adequado e modificados de acordo com os padrões mais recentes. O último foi entregue em 17 de agosto de 1936.

## Histórico operacional

### Tchecoslováquia

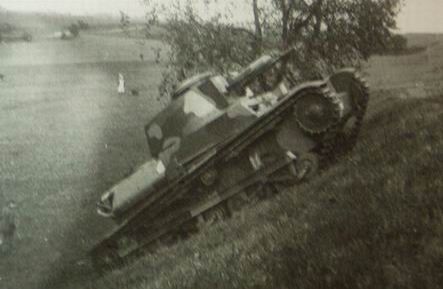
Um LT vz. 34 tchecoslovaco em 1935

O Exército Tchecoslovaco percebeu que a blindagem de 15 mm em seus tanques LT vz. 34 era muito fina e um programa para substituí-la foi rapidamente montado, o que resultou no LT vz. 35. Enquanto isso, eles ofereceram ao Exército uma oportunidade de treinar com tanques mais modernos do que seus poucos Renault FT sobreviventes da Primeira Guerra Mundial. Cada um dos três regimentos blindados recebeu entre 9 e 24 tanques até serem substituídos pelo LT vz. 35 a partir de 1937. Após o Acordo de Munique em outubro de 1938, o exército tentou vendê-los, mas não conseguiu encontrar compradores. Em novembro de 1938, decidiu concentrar todos eles no Terceiro Regimento Blindado na Eslováquia, mas apenas dezoito foram transferidos antes da ocupação alemã da Tchecoslováquia e da declaração de independência da Eslováquia em março de 1939.

### Alemanha
Os alemães capturaram 22 LT vz. 34 - mais o protótipo, quando ocuparam a Tchecoslováquia, mas não há registro de seu uso, então eles foram presumivelmente rapidamente descartados. Dez LT vz. 34 foram capturados depois de serem abandonados pelos insurgentes durante a Revolta Nacional Eslovaca em 1944. Eles foram enviados para a Škoda Works para reparos, mas o representante militar local ordenou que fossem descartados por causa de suas más condições e obsolescência. A Waffen-SS tentou anular essa ordem, pois planejava transferi-los para o estado fantoche nazista da Croácia. Dois foram salvos do ferro-velho, mas em março de 1945 os outros tiveram suas torres recuperadas para serem rearmadas com duas metralhadoras e montadas em fortificações fixas.

### Hungaria
A Hungria capturou um LT vz. 34 em Carpatho-Ucrânia em 15 de março de 1939, quando conquistou aquele país. Impressionados, os húngaros pediram à Škoda um orçamento para consertá-lo. Os húngaros não aceitaram o preço, mas a Škoda o consertou de graça quando os húngaros compraram uma licença para construir o tanque médio T-21 em agosto de 1940. Ele foi devolvido à Hungria em março de 1941 e foi usado para treinamento até 1943.

### Eslováquia
Os 27 LT vz. 34 (incluindo 9 tanques leves LT vz. 34 que os tchecos evacuaram de Carpatho-Ucrânia para Humenné e Prešov) formaram uma companhia no Batalhão Blindado "Martin" formado pelo Exército Eslovaco em meados de 1939, que mais tarde foi expandido para o Regimento Blindado, mas eles foram relegados a tarefas de treinamento quando os eslovacos começaram a receber tanques mais modernos da Alemanha em 1941. Dez foram abandonados pelos insurgentes quando a Revolta Nacional Eslovaca começou em setembro de 1944 e foram rapidamente capturados pelos alemães. Os outros foram entrincheirados nas abordagens de Zvolen.